# Gianni di Parigi
Gianni di Parigi est un mélodrame en deux actes de Gaetano Donizetti (1839) sur un livret de Felice Romani, précédemment utilisé par Francesco Morlacchi (1818) pour un opéra du même nom. Il est basé sur Jean de Paris, un opéra de François-Adrien Boieldieu (1812) sur un livret de Claude Godard d'Aucourt de Saint-Just.

## Histoire des représentations
La première a lieu le 10 septembre 1839 à La Scala de Milan. Elle est suivit de représentations en 1846 au Teatro San Carlo de Naples, mais n'a été reprise qu'en 1988, à Bergame, dans une mise en scène de Carlo Felice Cillario avec Luciana Serra et Angelo Romero (it). 
Une nouvelle production en 2010 au Festival de la vallée d'Itria à Martina Franca est reprise par le festival lyrique de Wexford en octobre 2011.

## Trame
Lieu : Provence
Époque : XIVe siècle
Acte I : La princesse de Navarre est en route pour la France, où elle doit séjourner dans la célèbre auberge de Pedrigo avant son mariage avec le fils du roi Philippe de Valois. À son arrivée, elle découvre que tout ce qu'elle a réservé a été payé deux fois par le riche parisien Jean. La princesse, qui étonne tout le monde et en particulier son tuteur, l'accepte volontiers car elle reconnaît en Jean son futur époux.
Acte II : La princesse et le Siniscalco sont invités à déjeuner dans le jardin de l'auberge par Jean. Après le repas, la noble femme se retire dans ses appartements, où elle rencontre secrètement Jean : au cours de cette rencontre, ils apprennent à se connaître et tombent amoureux. À la fin de l'opéra, Jean et la princesse partent pour Paris où ils vont se marier.

## Structure musicale
- Symphonie

### Acte I
- N. 1 - Introduzione Su, sbrighiamoci, spazziamo (Coro, Lorezza, Pedrigo, Oliviero)
- N. 2 - Coro e Cavatina di Gianni Il desinar preparasi - Questo albergo, o locandiere (Coro, Gianni, Pedrigo)
- N. 3 - Terzetto fra il Siniscalco, Pedrigo e Gianni Venga ciascun qual fulmine
- N. 4 - Coro e Cavatina della Principessa All'illustre principessa - Bel piacere è il viaggiar (Coro, Principessa)
- N. 5 - Finale I Ho davvero un bel farmi coraggio (Pedrigo, Lorezza, Siniscalco, Principessa, Coro, Oliviero, Gianni)

### Acte II
- N. 6 - Duetto fra Pedrigo ed il Siniscalco Eccellenza... se sapesse...
- N. 7 - Coro ed Sestetto La Dea della festa si canti e si onori - Sì, mio ben, tu mia sarai (Coro, Gianni, Principessa, Siniscalco, Pedrigo, Oliviero, Lorezza)
- N. 8 - Duetto fra Gianni e la Principessa Questo mortal beato
- N. 9 - Coro ed Aria Finale della Principessa Si canti il piacer - Fausto sempre splenda il sole (Coro, Principessa, Gianni, Pedrigo, Siniscalco, Lorezza, Oliviero)

## Personnages et interprètes
| Rôle                                                  | Typologie vocale | Chanteurs de la première, 10 septembre 1839 (Chef d'orchestre : - ) |
| ----------------------------------------------------- | ---------------- | ------------------------------------------------------------------- |
| Princesse de Navarra                                  | soprano          | Antonietta Marini-Rainieri                                          |
| Le grand Siniscalco                                   | basse            | Ignazio Marini                                                      |
| Gianni di Parigi                                      | ténor            | Lorenzo Salvi                                                       |
| Pedrigo                                               | basse            | Agostino Rovere                                                     |
| Lorezza, sa fille                                     | mezzosoprano     | Marietta Sacchi                                                     |
| Oliviero, un page                                     | contralto        | Felicita Baillou-Hillaret                                           |
| À la suite de la princesse et de Gianni, les serveurs |                  |                                                                     |

## Discographie partielle
| Année | Casting (La Princesse de Navarre, Le Grand Siniscalco, Gianni di Parigi, Pedrigo) | Chef d'orchestre, Théâtre et Orchestre | Label                              |
| ----- | --------------------------------------------------------------------------------- | --- | ---------------------------------- |
| 1988  | Luciana Serra, Angelo Romero (it), Giuseppe Morino, Enrico Fissore                | Carlo Felice Cillario, Italian Radio Symphony Orchestra and Chorus (Registrato al Donizetti Festival di Bergamo il 18, 20, 22, 25 settembre) | Audio CD: Nuova Era Cat: 6752-6753 |